# U-21-Fußball-Europameisterschaft 2019/Gruppe C
| Pl. | Land       | Sp. | S | U | N | Tore    | Diff. | Punkte |
| --- | ---------- | --- | - | - | - | ------- | ----- | ------ |
| 1.  | Rumänien   | 3   | 2 | 1 | 0 | 008:300 | +5    | 07     |
| 2.  | Frankreich | 3   | 2 | 1 | 0 | 003:100 | +2    | 07     |
| 3.  | England    | 3   | 0 | 1 | 2 | 006:900 | −3    | 01     |
| 4.  | Kroatien   | 3   | 0 | 1 | 2 | 004:800 | −4    | 01     |

Gruppe C der U-21-Fußball-Europameisterschaft 2019:

## Rumänien – Kroatien 4:1 (2:1)
| Rumänien                                                      | Rumänien | Kroatien | Kroatien |
| ------------------------------------------------------------- | --- | --- | -------- |
| Rumänien                                                      | \| 1. Spieltag \| \| 18. Juni 2019 um 18:30 Uhr in Serravalle (San Marino Stadium) \| \| Schiedsrichter: Bobby Madden ( Schottland) \| \| Spielbericht \| | \| 1. Spieltag \| \| 18. Juni 2019 um 18:30 Uhr in Serravalle (San Marino Stadium) \| \| Schiedsrichter: Bobby Madden ( Schottland) \| \| Spielbericht \|                                                                                                 | Kroatien |
| Rumänien                                                      | Ionuț Radu – Florin Ștefan, Alexandru Peşcanu, Ionuț Nedelcearu, Cristian Manea – Alexandru Cicâldău, Tudor Băluță – Dennis Man (84. Darius Olaru), Ianis Hagi, Andrei Ivan (73. Florinel Coman) – George Pușcaș (89. Adrian Petre) Cheftrainer: Mirel Rădoi | Josip Posavec – Filip Uremović, Filip Benković, Nikola Katić, Borna Sosa – Nikola Vlašić, Ivan Šunjić, Nikola Moro (68. Luka Ivanušec) – Alen Halilović (77. Robert Murić), Marin Jakoliš, Josip Brekalo (14. Domagoj Bradariç) Cheftrainer: Nenad Gračan | Kroatien |
| Rumänien                                                      | 1:0 Puşcaş (11., Foulelfmeter) 2:0 Hagi (14.) 3:1 Băluţă (66.) 4:1 Petre (90.) | 2:1 Vlašić (18.) | Kroatien |
| Rumänien                                                      | Man (31.), Pașcanu (33.), Cicâldău (87.) | Jakoliš (22.) | Kroatien |
| 1. Spieltag                                                   | | |          |
| 18. Juni 2019 um 18:30 Uhr in Serravalle (San Marino Stadium) | | |          |
| Schiedsrichter: Bobby Madden ( Schottland)                    | | |          |
| Spielbericht                                                  | | |          |

## England – Frankreich 1:2 (0:0)
| England                                                    | England | Frankreich | Frankreich |
| ---------------------------------------------------------- | --- | --- | ---------- |
| England                                                    | \| 1. Spieltag \| \| 18. Juni 2019 um 21:00 Uhr in Cesena (Stadio Dino Manuzzi) \| \| Schiedsrichter: Srđan Jovanović ( Serbien) \| \| Spielbericht \| | \| 1. Spieltag \| \| 18. Juni 2019 um 21:00 Uhr in Cesena (Stadio Dino Manuzzi) \| \| Schiedsrichter: Srđan Jovanović ( Serbien) \| \| Spielbericht \| | Frankreich |
| England                                                    | Dean Henderson – Aaron Wan-Bissaka, Jake Clarke-Salter , Fikayo Tomori, Jay Dasilva – James Maddison, Hamza Choudhury, Phil Foden – Demarai Gray (75. Tammy Abraham), Dominic Solanke (71. Mason Mount), Ryan Sessegnon (75. Dominic Calvert-Lewin) Cheftrainer: Aidy Boothroyd | Paul Bernardoni – Fodé Ballo-Touré, Ibrahima Konaté, Dayot Upamecano, Colin Dagba – Lucas Tousart (72. Jean-Philippe Mateta), Houssem Aouar (82. Marcus Thuram), Jonathan Ikoné, Jeff Reine-Adélaïde – Moussa Dembélé, Jonathan Bamba (66. Olivier Ntcham) Cheftrainer: Sylvain Ripoll | Frankreich |
| England                                                    | 1:0 Foden (54.) | 1:1 Ikoné (89.) 1:2 Wan-Bissaka (90.+5', Eigentor) | Frankreich |
| England                                                    | Maddison (47.), Wan-Bissaka (88.) | Dembélé (77.) | Frankreich |
| England                                                    | Choudhury (63.) | | Frankreich |
| England                                                    | Henderson hält Handelfmeter von Dembélé (25.) Aouar schießt Foulelfmeter gegen den Pfosten (66.) | | Frankreich |
| 1. Spieltag                                                | | |            |
| 18. Juni 2019 um 21:00 Uhr in Cesena (Stadio Dino Manuzzi) | | |            |
| Schiedsrichter: Srđan Jovanović ( Serbien)                 | | |            |
| Spielbericht                                               | | |            |

## England – Rumänien 2:4 (0:0)
| England                                                    | England | Rumänien | Rumänien |
| ---------------------------------------------------------- | --- | --- | -------- |
| England                                                    | \| 2. Spieltag \| \| 21. Juni 2019 um 18:30 Uhr in Cesena (Stadio Dino Manuzzi) \| \| Schiedsrichter: Andreas Ekberg ( Schweden) \| | \| 2. Spieltag \| \| 21. Juni 2019 um 18:30 Uhr in Cesena (Stadio Dino Manuzzi) \| \| Schiedsrichter: Andreas Ekberg ( Schweden) \| | Rumänien |
| England                                                    | Dean Henderson – Jay Dasilva (77. Tammy Abraham), Jake Clarke-Salter , Jonjoe Kenny, Fikayo Tomori – Kieran Dowell, Harvey Barnes (46. Ryan Sessegnon, 57. Phil Foden), Demarai Gray – Mason Mount, Dominic Calvert-Lewin, James Maddison Cheftrainer: Aidy Boothroyd | Ionuț Radu – Florin Ștefan, Alexandru Paşcanu, Ionuț Nedelcearu, Cristian Manea – Alexandru Cicâldău, Tudor Băluță – Andrei Ivan (63. Florinel Coman), Ianis Hagi (87. Dragoș Nedelcu), Dennis Man (74. Vlad Dragomir) – George Pușcaș Cheftrainer: Mirel Rădoi | Rumänien |
| England                                                    | 1:1 Gray (79.) 2:2 Abraham (87.) | 0:1 Puşcaş (76., Foulelfmeter) 1:2 Hagi (85.) 2:3 Coman (89.) 2:4 Coman (90.+3') | Rumänien |
| 2. Spieltag                                                | | |          |
| 21. Juni 2019 um 18:30 Uhr in Cesena (Stadio Dino Manuzzi) | | |          |
| Schiedsrichter: Andreas Ekberg ( Schweden)                 | | |          |

## Frankreich – Kroatien 1:0 (1:0)
| Frankreich                                                    | Frankreich | Kroatien | Kroatien |
| ------------------------------------------------------------- | --- | --- | -------- |
| Frankreich                                                    | \| 2. Spieltag \| \| 21. Juni 2019 um 21:00 Uhr in Serravalle (San Marino Stadium) \| \| Schiedsrichter: Serdar Gözübüyük ( Niederlande) \| | \| 2. Spieltag \| \| 21. Juni 2019 um 21:00 Uhr in Serravalle (San Marino Stadium) \| \| Schiedsrichter: Serdar Gözübüyük ( Niederlande) \| | Kroatien |
| Frankreich                                                    | Paul Bernardoni – Colin Dagba, Ibrahima Konaté, Dayot Upamecano, Malang Sarr – Marcus Thuram (65. Romain Del Castillo), Jeff Reine-Adélaïde (73. Mattéo Guendouzi), Lucas Tousart , Jonathan Ikoné – Olivier Ntcham (65. Houssem Aouar) – Moussa Dembélé Cheftrainer: Sylvain Ripoll | Josip Posavec – Borna Sosa, Nikola Katić, Filip Uremović, Toni Borevković – Nikola Vlašić, Ivan Šunjić , Nikola Moro – Robert Murić (63. Josip Brekalo), Marin Jakoliš (56. Sandro Kulenović), Luka Ivanušec (86. Alen Halilović) Cheftrainer: Nenad Gračan | Kroatien |
| Frankreich                                                    | 1:0 M. Dembélé (8.) | | Kroatien |
| Frankreich                                                    | Jakoliš (22.), Kulenović (90.+1') | | Kroatien |
| 2. Spieltag                                                   | | |          |
| 21. Juni 2019 um 21:00 Uhr in Serravalle (San Marino Stadium) | | |          |
| Schiedsrichter: Serdar Gözübüyük ( Niederlande)               | | |          |

## Kroatien – England 3:3 (1:1)
| Kroatien                                                      | Kroatien | England | England |
| ------------------------------------------------------------- | --- | --- | ------- |
| Kroatien                                                      | \| 3. Spieltag \| \| 24. Juni 2019 um 21:00 Uhr in Serravalle (San Marino Stadium) \| \| Schiedsrichter: Orel Grinfeld ( Israel) \| | \| 3. Spieltag \| \| 24. Juni 2019 um 21:00 Uhr in Serravalle (San Marino Stadium) \| \| Schiedsrichter: Orel Grinfeld ( Israel) \| | England |
| Kroatien                                                      | Ivo Grbić – Filip Uremović, Branimir Kalaica, Nikola Katić, Marijan Čabraja (76. Domagoj Bradarić) – Nikola Vlašić (66. Luka Ivanušec), Ivan Šunjić , Nikola Moro – Lovro Majer, Sandro Kulenović, Josip Brekalo Cheftrainer: Nenad Gračan | Dean Henderson – Lloyd Kelly, Fikayo Tomori, Jake Clarke-Salter (49. Ezri Konsa), Jonjoe Kenny – James Maddison (73. Morgan Gibbs-White), Kieran Dowell (56. Mason Mount), Phil Foden – Reiss Nelson, Tammy Abraham, Demarai Gray Cheftrainer: Aidy Boothroyd | England |
| Kroatien                                                      | 1:1 Brekalo (39.) 2:2 Vlašić (62.) 3:3 Brekalo (82.) | 0:1 Nelson (11., Foulelfmeter) 1:2 Maddison (48.) 2:3 Kenny (70.) | England |
| Kroatien                                                      | Bradarić (76.) | Dowell (38.), Kenny (51.) | England |
| 3. Spieltag                                                   | | |         |
| 24. Juni 2019 um 21:00 Uhr in Serravalle (San Marino Stadium) | | |         |
| Schiedsrichter: Orel Grinfeld ( Israel)                       | | |         |

## Frankreich – Rumänien 0:0
| Frankreich                                                 | Frankreich | Rumänien | Rumänien |
| ---------------------------------------------------------- | --- | --- | -------- |
| Frankreich                                                 | \| 3. Spieltag \| \| 24. Juni 2019 um 21:00 Uhr in Cesena (Stadio Dino Manuzzi) \| \| Schiedsrichter: Georgi Kabakow ( Bulgarien) \| | \| 3. Spieltag \| \| 24. Juni 2019 um 21:00 Uhr in Cesena (Stadio Dino Manuzzi) \| \| Schiedsrichter: Georgi Kabakow ( Bulgarien) \| | Rumänien |
| Frankreich                                                 | Paul Bernardoni – Kelvin Amian, Ibrahima Konaté, Dayot Upamecano, Malang Sarr – Mattéo Guendouzi, Lucas Tousart – Olivier Ntcham, Marcus Thuram (84. Romain Del Castillo) – Jonathan Ikoné (84. Jeff Reine-Adélaïde), Jean-Philippe Mateta Cheftrainer: Sylvain Ripoll | Ionuț Radu – Radu Boboc, Adrian Rus, Ionuț Nedelcearu, Cristian Manea – Alexandru Cicâldău (58. Tudor Băluță), Dragoş Nedelcu – Florinel Coman, Ianis Hagi, Darius Olaru (72. Vlad Dragomir) – George Pușcaș (82. Adrian Petre) Cheftrainer: Mirel Rădoi | Rumänien |
| Frankreich                                                 | Thuram (58.) | Rus (14.), Manea (52.), Nedelcu (69.) | Rumänien |
| 3. Spieltag                                                | | |          |
| 24. Juni 2019 um 21:00 Uhr in Cesena (Stadio Dino Manuzzi) | | |          |
| Schiedsrichter: Georgi Kabakow ( Bulgarien)                | | |          |